# الجمعية البرلمانية المتوسطية
تعد الجمعية البرلمانية المتوسطية ممثل للبرلمانات الدول المطلة على البحر الأبيض المتوسط، رئيس الجمعية البرلمانية المتوسطية المغربي عبد الواحد راضي  ورئيس اللجنة الاقتصادية سليمان غنيمات
ونائب الرئيس اليزابيث بباديمتري

## وصلات خارجية
- انطلاق أولى دورات الجمعية البرلمانية المتوسطية من عمان